# San José del Palmar (ort i Colombia, Chocó, lat 4,97, long -76,23)
San José del Palmar är en ort i Colombia.   Den ligger i departementet Chocó, i den centrala delen av landet, 240 km väster om huvudstaden Bogotá. San José del Palmar ligger 1 288 meter över havet och antalet invånare är 2 392.
Terrängen runt San José del Palmar är bergig österut, men västerut är den kuperad. Runt San José del Palmar är det ganska tätbefolkat, med 52 invånare per kvadratkilometer. Det finns inga andra samhällen i närheten. I omgivningarna runt San José del Palmar växer i huvudsak städsegrön lövskog.